# Bidziny (Stryczowice)
Bidziny – część wsi Stryczowice w Polsce, położona w województwie świętokrzyskim w powiecie ostrowieckim w gminie Waśniów
W latach 1975–1998 Bidziny administracyjnie należały do województwa kieleckiego.